# Оливейра, Ней де
Ней де Оливейра (порт.-браз. Ney (Nei) de Oliveira; 6 июля 1944, Сорокаба) — бразильский футболист, нападающий. Отец другого известного футболиста — Динея.

## Карьера
Ней начал карьеру в молодёжном составе клуба «Коринтианс» в 1959 году. 5 ноября 1961 года он дебютировал в основном составе команды в матче с клубом «XV ноября». Ней играл в нападении клуба со множеством партнёров, среди которых были Силва Батута и Аиртон Белеза. На этого игрока возлагали большие надежды, про него говорили в руководстве клуба, что «гарантировано», что у «Тимао» уже «есть свой Пеле»; более того, президент «Коринтианса» сказал, что Ней в «тысячу раз» лучше, чем Пеле. С приходом в клуб Флавио Минуано в 1964 году, Ней потерял место в стартовом составе. Всего за «Тимао» нападающий провёл 153 игры (86 побед, 32 ничьих и 35 поражений) и забил 69 голов, по другим данным — 152 матча и 67 голов. В 1967 году Ней перешёл в клуб «Васко да Гама», где от него очень давили пресса и болельщики. Не выдержав давления, футболист не сыграл и двух сезонов в команде.
В 1969 году Ней стал игроком «Фламенго», дебютировав в составе клуба 28 сентября в матче с «Флуминенсе» (1:4). В следующей игре, 5 октября со своим бывшим клубом «Васко да Гамой», он забил первый мяч за клуб, а его команда победила 3:1. Во «Фламенго» Ней превратился в Ней Оливейру из-за того, что в клубе уже был свой Ней, который в свою очередь стал Неем Консейсаном. Там он играл три сезона, проведя 86 матчей (38 побед, 28 ничьих и 20 поражений) и забил 25 голов. Последним клубом в карьере Нея стал «Ботафого», где он 18 апвгуста 1971 года дебютировал в первом розыгрыше чемпионата Бразилии. Ней завершил карьеру в 1974 году.
В составе сборной Бразилии Ней дебютировал 13 апреля 1963 года в матче Кубка Рока с Аргентиной, в котором его команда проиграла 2:3. В ответной встрече футболист не участвовал, но его команда победила и завоевала трофей. За год до этого он был в расширенном списке из 43 игроков рассматривавшихся для поездки на чемпионат мира, но в финальный список игроков нападающий не попал. В 1963 году Ней участвовал в поездке сборной по Европе; в части матчей футбоилст выходи на замену, либо вместо Амарилдо, либо вместо Дорвала, либо вместо Куарентиньи. Всего за национальную команду игрок сыграл 11 встреч.

## Международная статистика
| Матчи Нея за сборную Бразилии | Матчи Нея за сборную Бразилии | Матчи Нея за сборную Бразилии | Матчи Нея за сборную Бразилии      | Матчи Нея за сборную Бразилии | Матчи Нея за сборную Бразилии | Матчи Нея за сборную Бразилии |
| ----------------------------- | ----------------------------- | ----------------------------- | ---------------------------------- | ----------------------------- | ----------------------------- | ----------------------------- |
| №                             | Дата                          | Место проведения              | Оппонент                           | Счёт                          | Голы                          | Турнир                        |
| 1                             | 13 апреля 1963                | Сан-Паулу                     | Аргентина                          | 2:3                           | —                             | Кубок Рока                    |
| 2                             | 26 апреля 1963                | Париж                         | Расинг (Париж)                     | 0:2                           | —                             | Товарищеский матч             |
| 3                             | 28 апреля 1963                | Париж                         | Франция                            | 3:2                           | —                             | Товарищеский матч             |
| 4                             | 2 мая 1963                    | Амстердам                     | Голландия                          | 0:1                           | —                             | Товарищеский матч             |
| 5                             | 8 мая 1963                    | Лондон                        | Англия                             | 1:1                           | —                             | Товарищеский матч             |
| 6                             | 12 мая 1963                   | Милан                         | Италия                             | 0:3                           | —                             | Товарищеский матч             |
| 7                             | 17 мая 1963                   | Каир                          | Египет                             | 1:0                           | —                             | Товарищеский матч             |
| 8                             | 19 мая 1963                   | Тель-Авив                     | Израиль                            | 5:0                           | —                             | Товарищеский матч             |
| 9                             | 22 мая 1963                   | Берлин                        | Сборная Берлина, Франкфурта, Ульма | 3:0                           | —                             | Товарищеский матч             |
| 10                            | 16 ноября 1965                | Лондон                        | Арсенал                            | 0:2                           | —                             | Товарищеский матч             |
| 11                            | 7 августа 1968                | Рио-де-Жанейро                | Аргентина                          | 4:1                           | —                             | Товарищеский матч             |

8 игр в официальных встречах, 3 игры — в неофициальных

## Достижения
- Обладатель Кубка Рока: 1963
- Победитель турнира Рио-Сан-Паулу: 1966

## Личная жизнь
Ней был дважды был женат. С первой женой он познакомился в Сан-Паулу, а со второй — в Рио-де-Жанейро.